# 波特峰

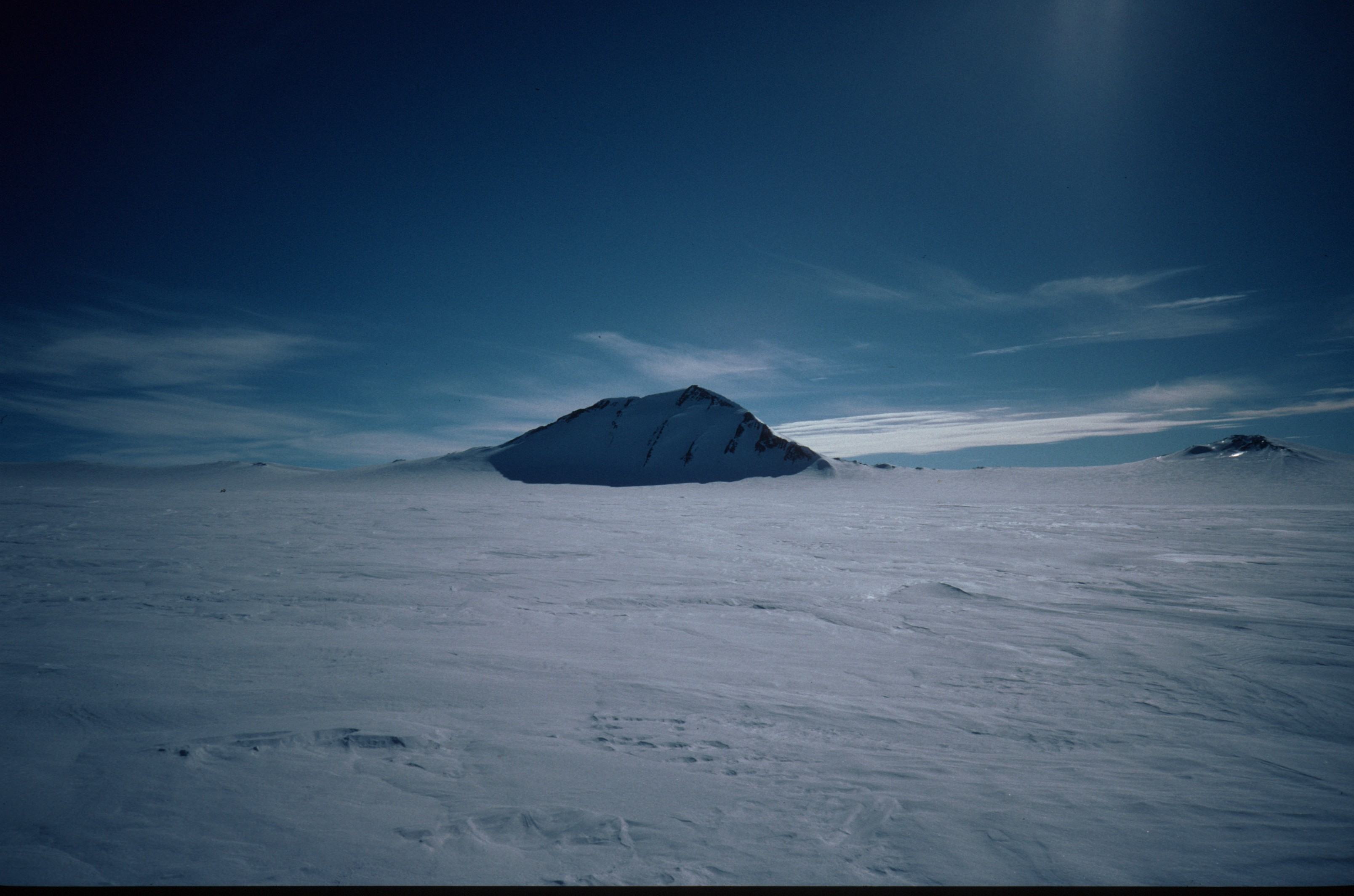

波特峰（英語：Potter Peak），是南極洲的山峰，位於帕爾默地，處於詹金斯山以東11公里，屬於斯威尼山脈的一部分，美國地質調查局根據測量和美國海軍拍攝的空中照片繪入地圖，現時由南極條約體系管理。